# Chandi Bhanjyang (Chitwan)
Chandi Bhanjyang (nep. चण्डीभञ्ज्याङ) – gaun wikas samiti w środkowej części Nepalu w strefie Narajani w dystrykcie Chitwan. Według nepalskiego spisu powszechnego z 2001 roku liczył on 813 gospodarstw domowych i 4553 mieszkańców (2274 kobiet i 2279 mężczyzn).